# Martin Prokop
Martin Prokop (Jihlava, 4 oktober 1982) is een Tsjechisch rallyrijder.

## Carrière

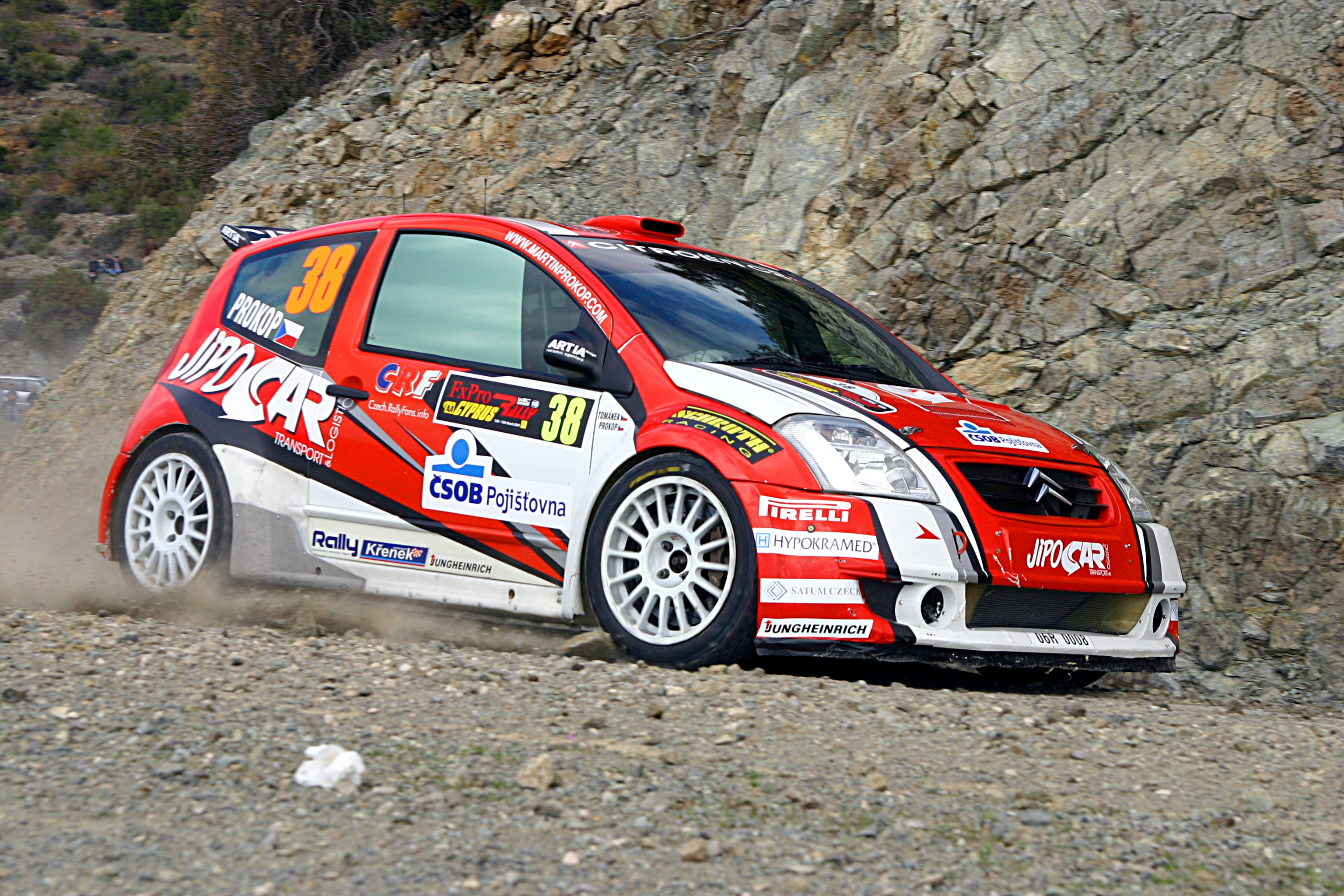
Prokop won in 2009 de titel in het JWRC

Martin Prokop debuteerde in 2001 in de rallysport. Hij profileerde zich eerst in het Tsjechisch rallykampioenschap, voordat hij in 2005 zijn eerste opwachting in het wereldkampioenschap Rally, dat jaar actief in het Junior World Rally Championship. Voor het seizoen 2006 stapte hij in een Citroën C2 S1600, en greep daarmee voor het eerst naar een klasse-overwinning in het JWRC. In de seizoenen 2007 en 2008 kreeg hij prominentere rol in het kampioenschap, beide jaren eindigend als derde in de titelstrijd. In het laatstgenoemde seizoen reed hij ook een programma in het Production World Rally Championship, daarin eindigend op een vijfde plaats. In 2009 kwam hij wederom in beide ondersteunende kampioenschappen uit. In het JWRC won hij drie keer zijn klasse en werd hij nog voor de slotronde gekroond als kampioen, terwijl hij in het PWRC tweede eindigde achter Armindo Araújo.

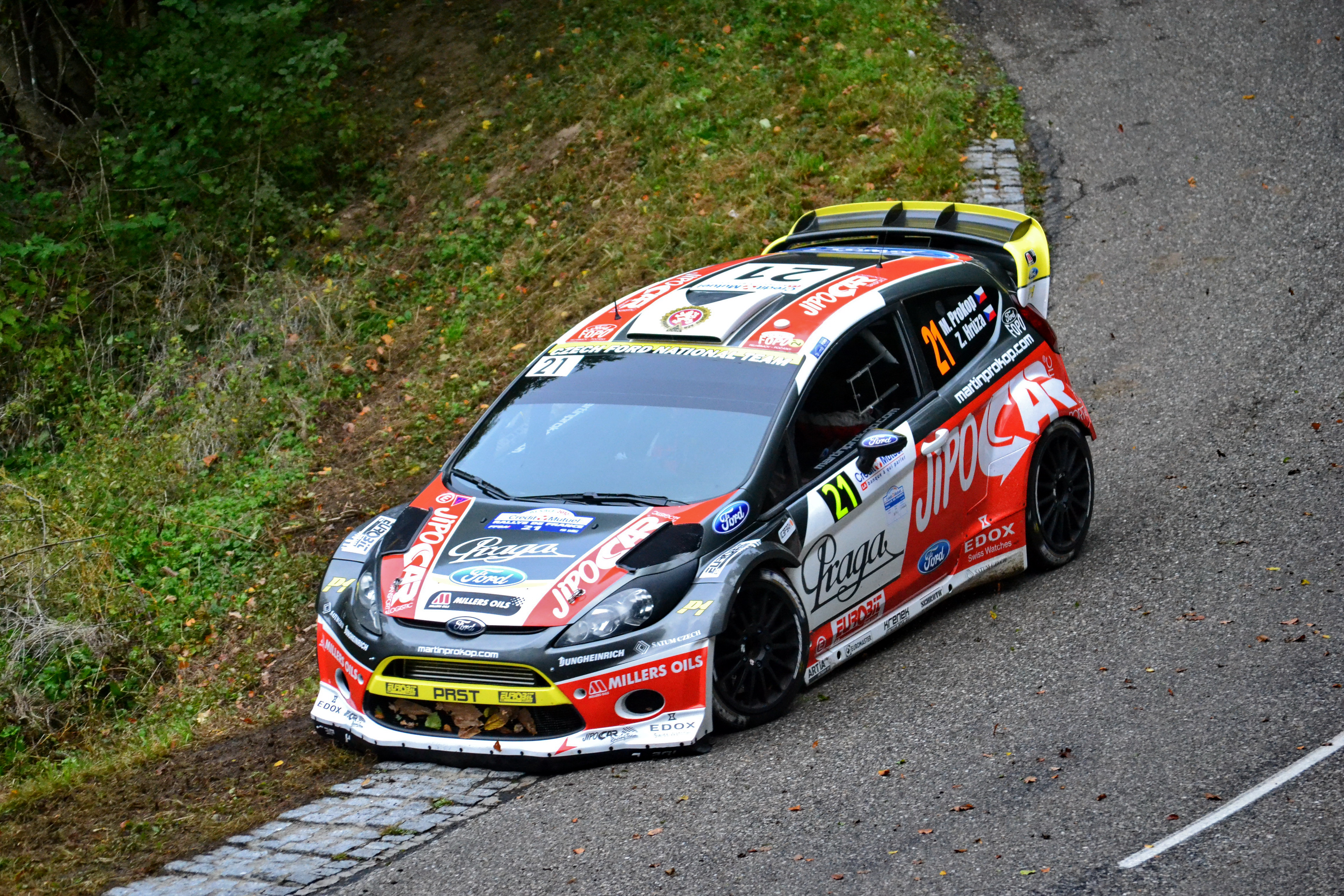
Prokop actief met een Fiesta RS WRC tijdens de Rally van Frankrijk in 2012

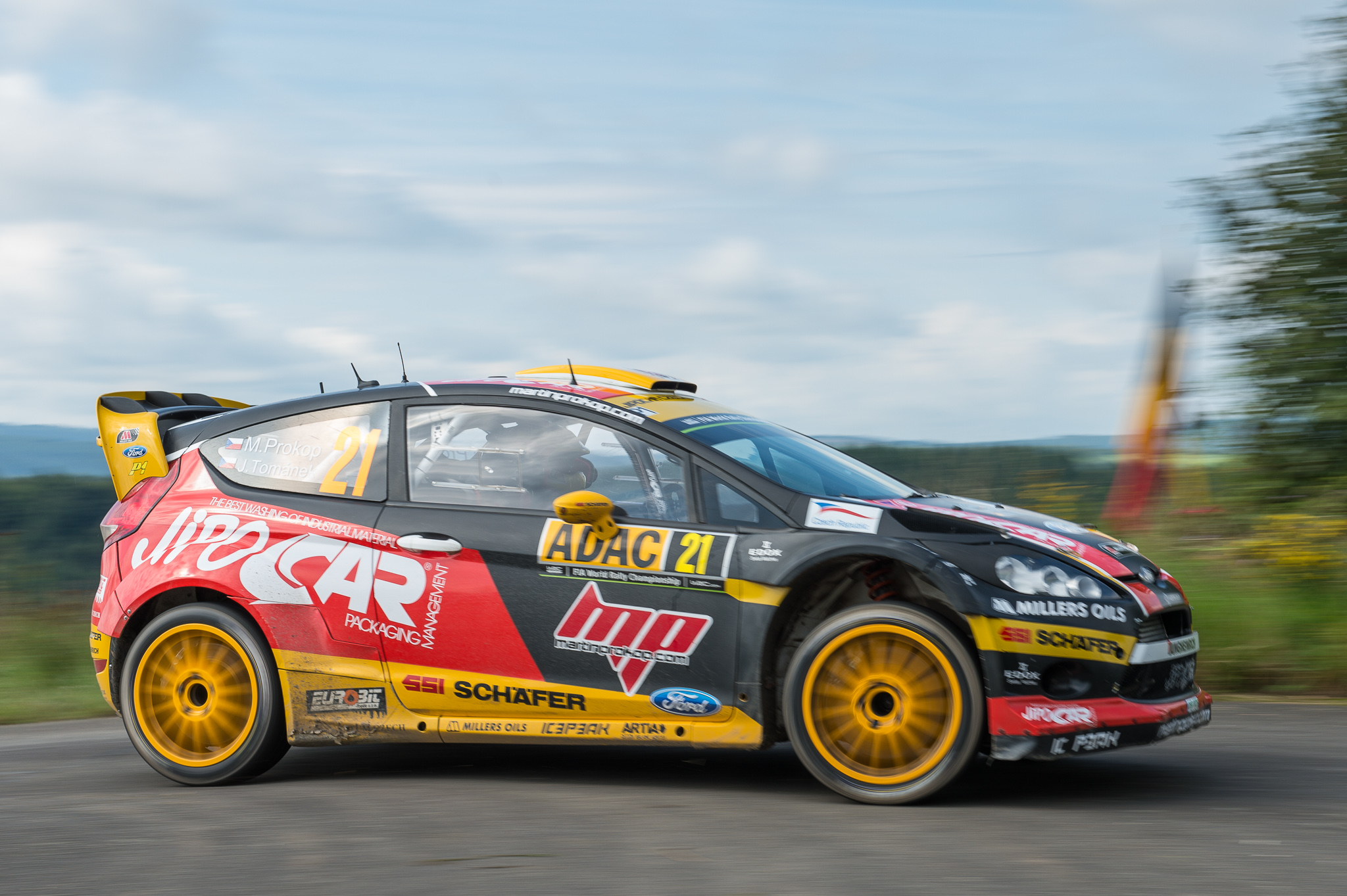
Prokop in actie in Duitsland in 2014

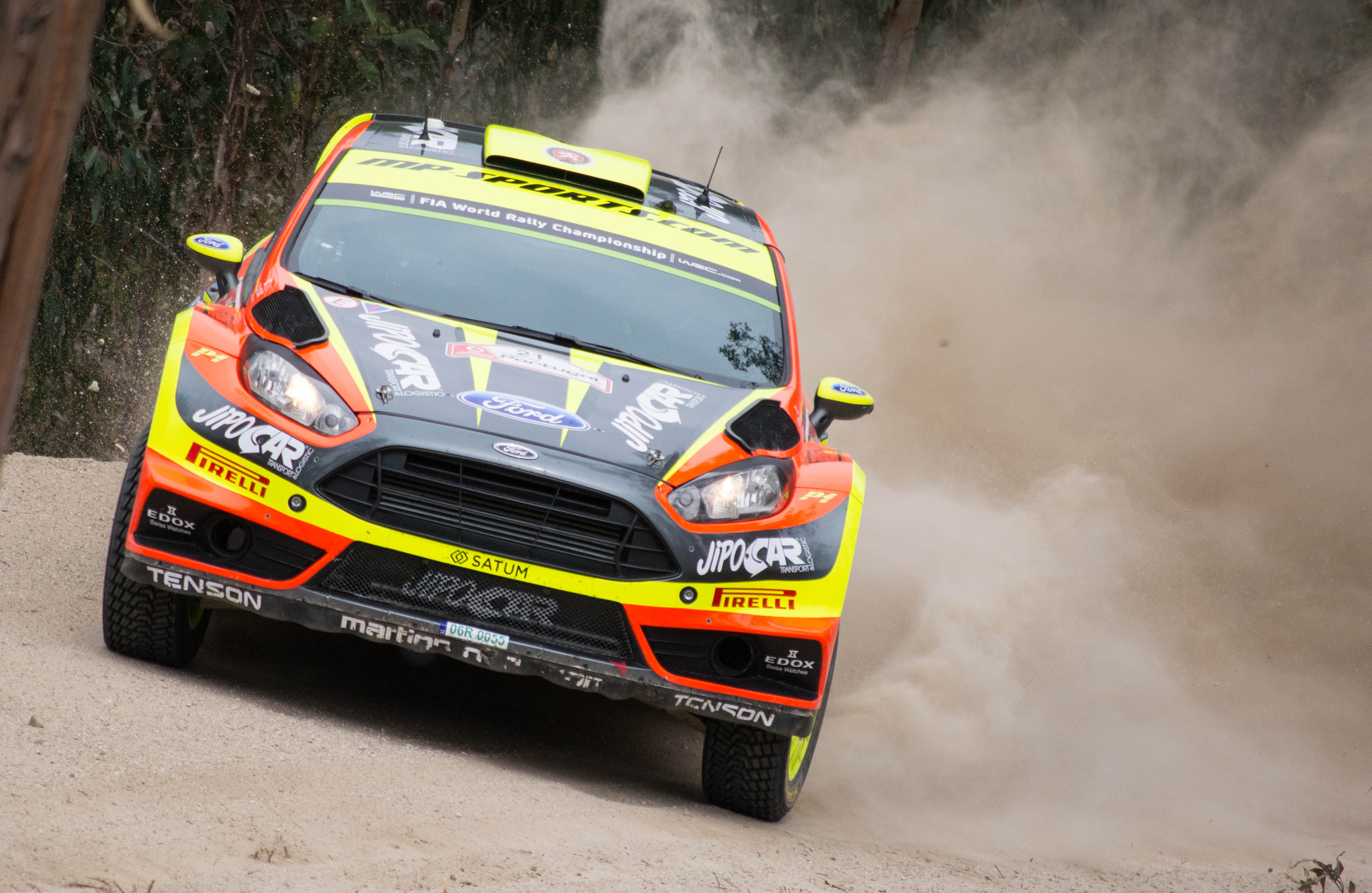
Op weg naar een toptienklassering in Portugal in 2016

In het seizoen 2010 stapte hij over naar het Super 2000 World Rally Championship actief met een Ford Fiesta S2000. Tijdens de openingsronde in Zweden schreef hij voor het eerst de snelste tijd op een klassementsproef op zijn naam. Hij greep ook naar zijn eerste WK-kampioenschapspunten toe met top tien resultaten in Mexico en Japan. Hij eindigde in het kampioenschap uiteindelijk als derde. In 2011 continueerde hij zijn rol hierin en greep hij voor het eerst naar een klasse-overwinning toe, in Mexico, waar hij tevens als zevende algemeen eindigde. In de titelstrijd bezette hij wederom de derde plaats.
Prokop werkte in de seizoenen 2012 en 2013 een gedeeld programma af in het WK met een Ford Fiesta RS WRC ingeschreven door zijn eigen team. Zijn beste resultaat is een vierde plaats in Argentinië 2012 en 2015 en Duitsland 2013.
In 2016 en 2017 heeft Prokop ook deelgenomen aan de Dakar Rally.

## Complete resultaten in het wereldkampioenschap rally
| Seizoen | Inschrijving                    | Auto                     | 1       | 2       | 3      | 4      | 5       | 6       | 7      | 8       | 9       | 10      | 11      | 12      | 13     | 14     | 15      | 16     | Pos. | Punten |
| ------- | ------------------------------- | ------------------------ | ------- | ------- | ------ | ------ | ------- | ------- | ------ | ------- | ------- | ------- | ------- | ------- | ------ | ------ | ------- | ------ | ---- | ------ |
| 2005    | Martin Prokop                   | Suzuki Ignis S1600       | MON 21  | ZWE     | MEX    | NZL    | ITA 24  | CYP     | TUR    | GRI 27  | ARG     | FIN 36  | DUI DNF | GBR DNF | JPN    | FRA 22 | SPA 22  | AUS    | –    | 0      |
| 2006    | Martin Prokop                   | Citroën C2 S1600         | MON 20  | ZWE 45  | MEX    | SPA 17 | FRA 20  | ARG     | ITA 37 | GRI     | DUI 22  | FIN 35  | JPN     | CYP     | TUR 21 | AUS    | NZL     | GBR 25 | –    | 0      |
| 2007    | Martin Prokop                   | Citroën C2 S1600         | MON 18  |         |        |        | POR DNF | ARG     | ITA 16 |         | FIN DNF | DUI 11  | NZL     | SPA 17  | FRA 17 | JPN    | IER     |        | –    | 0      |
| 2007    | Martin Prokop                   | Mitsubishi Lancer Evo IX |         | ZWE DNF | NOO    | MEX    |         |         |        | GRI 20  |         |         |         |         |        |        |         | GBR 20 | –    | 0      |
| 2008    | Martin Prokop                   | Mitsubishi Lancer Evo IX | MON     | ZWE 12  |        | ARG 15 |         |         | GRI 34 | TUR DSQ |         |         | NZL 10  |         |        |        | GBR DNF |        | –    | 0      |
| 2008    | Martin Prokop                   | Citroën C2 S1600         |         |         | MEX 22 |        | JOR     | ITA 30  |        |         | FIN 20  | DUI DNF |         | SPA 16  | FRA 19 | JPN    |         |        | –    | 0      |
| 2009    | Czech National Team             | Citroën C2 S1600         | IER 17  |         | CYP 14 |        |         | ITA 12  |        | POL 12  | FIN 14  |         | SPA DNF |         |        |        |         |        | –    | 0      |
| 2009    | Martin Prokop                   | Mitsubishi Lancer Evo IX |         | NOO 15  |        | POR 10 | ARG DSQ |         | GRI 12 |         |         | AUS 10  |         | GBR 10  |        |        |         |        | –    | 0      |
| 2010    | Czech Ford National Team        | Ford Fiesta S2000        | ZWE 14  | MEX 9   | JOR    | TUR    | NZL 11  | POR     | BUL    | FIN 13  | DUI 11  | JPN 10  | FRA 21  | SPA     | GBR    |        |         |        | 18   | 3      |
| 2011    | Czech Ford National Team        | Ford Fiesta S2000        | ZWE 12  | MEX 7   | POR    | JOR    | ITA 10  | ARG     | GRI 15 | FIN 12  | DUI 30  | AUS     | FRA 14  | SPA 13  |        |        |         |        | 19   | 7      |
| 2011    | Czech Ford National Team        | Ford Fiesta RS WRC       |         |         |        |        |         |         |        |         |         |         |         |         | GBR 21 |        |         |        | 19   | 7      |
| 2012    | Czech Ford National Team        | Ford Fiesta RS WRC       | MON 9   | ZWE 9   | MEX    | POR 5  |         | GRI 5   | NZL    | FIN 9   | DUI DNF | GBR 9   | FRA 9   | ITA 8   | SPA 13 |        |         |        | 9    | 46     |
| 2012    | Martin Prokop                   | Ford Fiesta RS WRC       |         |         |        |        | ARG 4   |         |        |         |         |         |         |         |        |        |         |        | 9    | 46     |
| 2013    | Jipocar Czech National Team     | Ford Fiesta RS WRC       | MON 7   | ZWE 7   | MEX 9  | POR 7  | ARG 10  | GRI 7   | ITA 5  | FIN DNF | DUI 4   | AUS     | FRA DNF | SPA 7   | GBR 6  |        |         |        | 9    | 61     |
| 2014    | Jipocar Czech National Team     | Ford Fiesta RS WRC       | MON DNF | ZWE DNF | MEX 5  | POR 6  | ARG 8   | ITA 6   | POL 10 | FIN DNF | DUI 7   | AUS     | FRA 10  | SPA 8   | GBR 9  |        |         |        | 9    | 44     |
| 2015    | Jipocar Czech National Team     | Ford Fiesta RS WRC       | MON 9   | ZWE 8   | MEX 6  | ARG 4  | POR 10  | ITA DNF | POL 11 | FIN 7   | DUI DNF | AUS     | FRA 12  | SPA 7   | GBR 21 |        |         |        | 11   | 39     |
| 2016    | Jipocar Czech National Team     | Ford Fiesta RS WRC       | MON     | ZWE     | MEX 7  | ARG    | POR 8   | ITA 9   | POL    | FIN     | DUI     | CHN C   | FRA     | SPA DNF | GBR    | AUS    |         |        | 15   | 12     |
| 2017    | OneBet Jipocar World Rally Team | Ford Fiesta RS WRC       | MON     | ZWE     | MEX    | FRA    | ARG     | POR 14  | ITA 28 | POL     | FIN     | DUI     | SPA     | GBR     | AUS    |        |         |        | –    | 0      |
| 2018*   | MP-Sports                       | Ford Fiesta RS WRC       | MON     | ZWE     | MEX    | FRA    | ARG     | POR     | ITA 11 | FIN     | DUI     | TUR     | GBR     | SPA     | AUS    |        |         |        | –    | 0      |

* Seizoen loopt nog.